# Nassau (Nova York)
Nassau és una població dels Estats Units a l'estat de Nova York. Segons el cens del 2000 tenia 1.161 habitants.

## Demografia
Segons el cens del 2000, Nassau tenia 1.161 habitants, 490 habitatges, i 321 famílies. La densitat de població era de 659,2 habitants/km².
Dels 490 habitatges en un 31,6% hi vivien nens de menys de 18 anys, en un 48,6% hi vivien parelles casades, en un 13,1% dones solteres, i en un 34,3% no eren unitats familiars. En el 29% dels habitatges hi vivien persones soles el 12,4% de les quals corresponia a persones de 65 anys o més que vivien soles. El nombre mitjà de persones vivint en cada habitatge era de 2,37 i el nombre mitjà de persones que vivien en cada família era de 2,92.
Per edats la població es repartia de la següent manera: un 24,4% tenia menys de 18 anys, un 6,9% entre 18 i 24, un 29,5% entre 25 i 44, un 25,4% de 45 a 60 i un 13,9% 65 anys o més.
L'edat mediana era de 38 anys. Per cada 100 dones de 18 o més anys hi havia 86 homes.
La renda mediana per habitatge era de 40.789 $ i la renda mediana per família de 49.500 $. Els homes tenien una renda mediana de 37.986 $ mentre que les dones 27.768 $. La renda per capita de la població era de 19.199 $. Entorn del 5,3% de les famílies i el 7,3% de la població estaven per davall del llindar de pobresa.